# Muhammedjan Seısen
Muhammedjan Muratuly Seısen (in kazako Мұхаммеджан Мұратұлы Сейсен?; Taraz, 14 febbraio 1999) è un calciatore kazako, portiere dell'Astana.

## Carriera

### Club
Cresciuto calcisticamente nella squadra della sua città natale, esordisce con la maglia del Taraz nel 2018, arrivando nel 2021 ad essere il primo portiere. Resta al Taraz fino al 2022, stagione terminata con la retrocessione nella serie cadetta.
Nel febbraio del 2023, firma per l'Ordabasy, formazione nella quale vince il suo primo titolo nazionale. Con l'Ordabasy scende in campo undici volte in campionato, subendo tredici reti.
Nel febbraio del 2024, si trasferisce all'Astana.

### Nazionale
Dopo aver vestito la maglia della selezione kazaka under-21 tra il 2018 e il 2020, l'anno successivo esordisce in nazionale maggiore da subentrato in un match amichevole contro la Macedonia del Nord, terminato con una sconfitta per 4-0.

## Palmarès

### Club

#### Competizioni nazionali
- Campionato kazako: 1

Ordabasy: 2023
- Liga Kubogy: 1

Astana: 2024